# Běstovice
Běstovice (en allemand : Biestowitz) est une commune du district d'Ústí nad Orlicí, dans la région de Pardubice, en République tchèque. Sa population s'élevait à 441 habitants en 2024.

## Géographie
Běstovice se trouve à 3 km au sud-sud-est du centre de Choceň, à 9 km au nord-nord-est de Vysoké Mýto, à 15 km à l'est-sud-est d'Ústí nad Orlicí, à 31 km à l'est de Pardubice et à 127 km à l'est de Prague.
La commune est limitée par Bošín au nord, par Skořenice à l'est, par Choceň au sud et au sud-ouest, et par Újezd u Chocně à l'ouest.

## Histoire
La première mention écrite de la localité date de 1292.

## Galerie

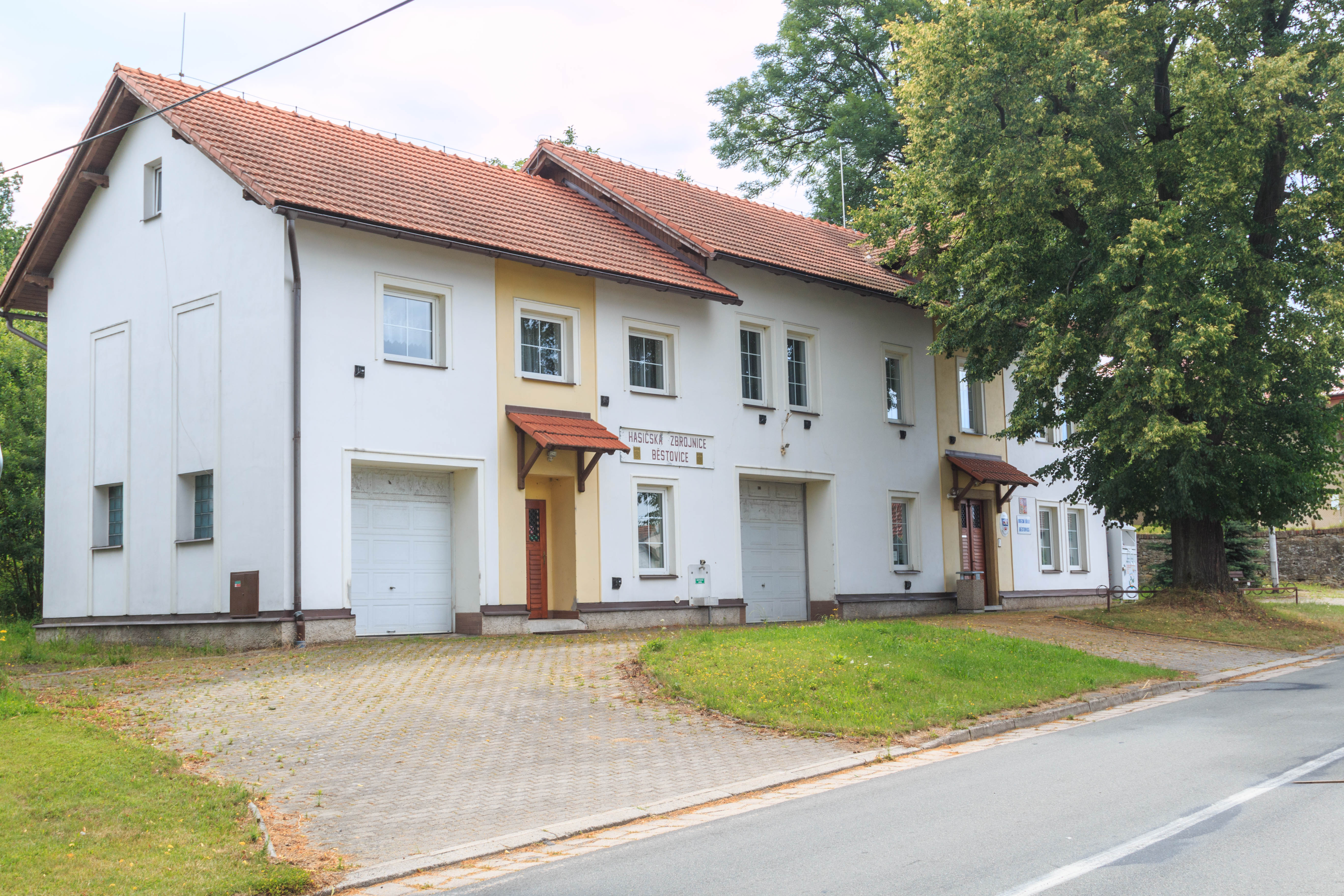
La mairie.
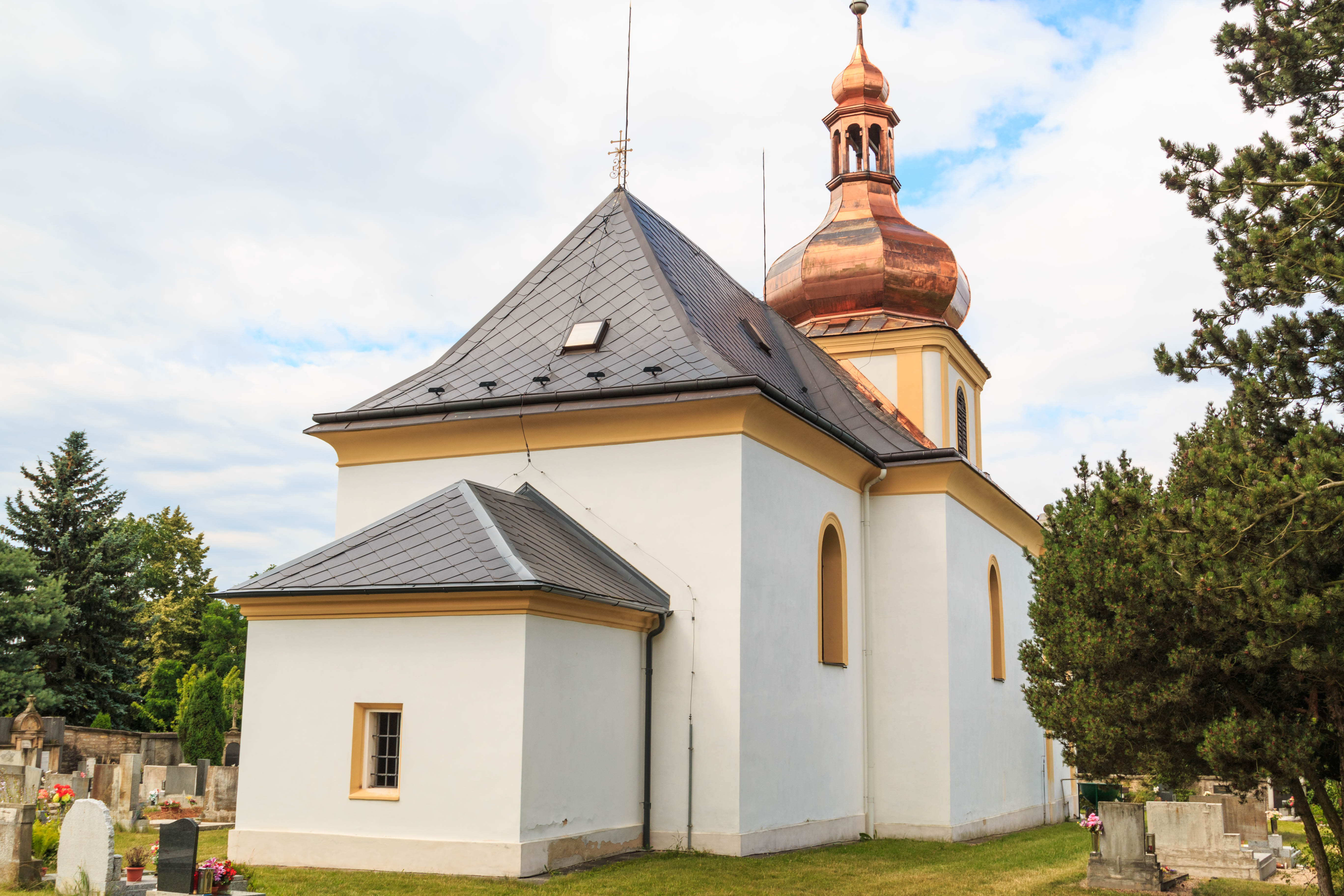
Église de Tous-les-Saints.

## Transports
Par la route, Běstovice se trouve à 2 km de Choceň, à 19 km de Ústí nad Orlicí, à 45 km de Pardubice et à 154 km de Prague. 